# Cuarta Zona Naval
La Cuarta Zona Naval es una unidad de la Armada de Chile con base es la ciudad de Iquique. Como una de las cinco zonas navales, tiene como función la defensa y gobierno del territorio marítimo de su jurisdicción, y el apoyo logístico a otras unidades. Dentro de la organización, depende del Estado Mayor General de la Armada, que a su vez depende del comandante en jefe de la Armada. La Zona Naval de Iquique fue creada en la década de 1970 con el objeto de fortalecer la presencia naval en la región septentrional del país.